# ICEx
ICEx（アイス）は、日本の8人組ダンスボーカルユニット。所属事務所はスターダストプロモーション。所属レーベルはビクターエンタテインメント。

## 来歴
2022年夏、筒井と八神を除くメンバー6人が「メジャーデビューを目指す新グループオーディション」に参加し、その最終メンバーに選抜される。仮ユニット「TEAM S」を結成し、オーディションの一環として活動を行っていた。
2023年3月に筒井と八神が二次募集オーディションに合格。グループに合流。
2023年3月31日、渋谷ストリームホールで開催された「TEAM S 単独修行ライブ 其ノ参 ～THE FINAL～」にて、「ICEx」のグループ結成とワンマンライブの開催がサプライズ発表された。
同年6月2日、韓国の大型デザートタウンより記者会見を行い、同年8月16日にビクターからメジャーデビューすることを発表した。
8月5日には、ファーストコンサート「ICEx LOVEx YOU」を開催。アンコール中、2024年に1st写真集が発売されること、初の東名阪ツアー「ICEx First Concert Tour 2024」が開催されることが発表された。
8月16日、「CANDY」でビクターエンターテインメントよりメジャーデビュー。

## メンバー
特記が無い限り、公式サイトの「Profile」参照。
| 名前                                | 生年月日              | 出身地 | 血液型 | 身長  | メンバーカラー | 備考 |
| ----------------------------------- | --------------------- | ------ | ------ | ----- | -------------- | ---- |
| 志賀 李玖 （しが りく）             | 2004年5月20日（21歳） | 福島県 | B型    | 170cm | 青             |      |
| 中村 旺太郎 （なかむら おうたろう） | 2004年4月27日（21歳） | 愛知県 | A型    | 173cm | 黄             |      |
| 阿久根 温世 （あくね はるせ）       | 2005年4月13日（20歳） | 大阪府 | A型    | 177cm | 赤             |      |
| 千田 波空斗 （ちだ はくと）         | 2005年6月14日（20歳） | 宮城県 | O型    | 171cm | 緑             |      |
| 筒井 俊旭 （つつい としあき）       | 2006年3月27日（19歳） | 兵庫県 | A型    | 167cm | オレンジ       |      |
| 山本 龍人 （やまもと りゅうと）     | 2007年4月13日（18歳） | 千葉県 | A型    | 163cm | ピンク         |      |
| 竹野 世梛 （たけの せな）           | 2008年8月28日（16歳） | 大阪府 | A型    | 177cm | 紫             |      |
| 八神 遼介 （やがみ りょうすけ）     | 2008年8月11日（16歳） | 愛知県 | A型    | 177cm | 白             |      |

## ディスコグラフィ

### シングル
|     | 発売日         | タイトル       | 形態         | 形態        | 規格品番   | 順位 |
| --- | -------------- | -------------- | ------------ | ----------- | ---------- | ---- |
| 1st | 2023年8月16日  | CANDY          | CD+Blu-ray   | 初回限定盤A | VIZL-2207  | 3位  |
| 1st | 2023年8月16日  | CANDY          | CD+Blu-ray   | 初回限定盤B | VIZL-2208  | 3位  |
| 1st | 2023年8月16日  | CANDY          | CD           | 通常盤      | VICL-37697 | 3位  |
| 2nd | 2023年12月13日 | シブヤ 午後6時 | CD+Blu-ray   | 初回限定盤A | VIZL-2254  | 4位  |
| 2nd | 2023年12月13日 | シブヤ 午後6時 | CD+Blu-ray   | 初回限定盤B | VIZL-2255  | 4位  |
| 2nd | 2023年12月13日 | シブヤ 午後6時 | CD           | 通常盤      | VICL-37712 | 4位  |
| 3rd | 2024年5月8日   | ビリミ         | CD+Blu-ray   | 初回限定盤A | VIZL-2313  | 4位  |
| 3rd | 2024年5月8日   | ビリミ         | CD+Blu-ray   | 初回限定盤B | VIZL-2314  | 4位  |
| 3rd | 2024年5月8日   | ビリミ         | CD           | 通常盤      | VICL-37729 | 4位  |
| 4th | 2024年12月25日 | GIFT           | 配信シングル |             |            |      |
| 5th | 2025年2月26日  | 理想郷         | CD+Blu-ray   | 初回限定版A | VIZL-2417  | 5位  |
| 5th | 2025年2月26日  | 理想郷         | CD+Blu-ray   | 初回限定版B | VIZL-2418  | 5位  |
| 5th | 2025年2月26日  | 理想郷         | CD           | 通常盤      | VICL-37760 | 5位  |
| 6th | 2025年7月23日  | インストール   | CD+Blu-ray   | 初回限定版A |            |      |
| 6th | 2025年7月23日  | インストール   | CD+Blu-ray   | 初回限定版B |            |      |
| 6th | 2025年7月23日  | インストール   | CD           | 通常盤      |            |      |

### アルバム
|     | 発売日        | タイトル      | 形態                        | 形態           | 規格品番   | 順位 |
| --- | ------------- | ------------- | --------------------------- | -------------- | ---------- | ---- |
| 1st | 2024年9月25日 | Retro Toy Pop | CD+Blu-ray                  | 初回限定盤A    | VIZL-2348  | 3位  |
| 1st | 2024年9月25日 | Retro Toy Pop | CD+Blu-ray                  | 初回限定盤B    | VIZL-2349  | 3位  |
| 1st | 2024年9月25日 | Retro Toy Pop | CD                          | 通常盤         | VICL-65993 | 3位  |
| 1st | 2024年9月25日 | Retro Toy Pop | CD+Blu-ray+Photobook+グッズ | 完全生産限定盤 | NZS-976    | 3位  |

## タイアップ
| 曲名     | タイアップ                                                               |
| -------- | ------------------------------------------------------------------------ |
| ビリミ   | フジテレビ系 テレビアニメ『逃走中 グレートミッション』エンディング主題歌 |
| CARNIVAL | テレビ神奈川2024高校野球神奈川大会中継応援ソング                         |
| 理想郷   | アニメ『RINGING FATE』オープニングテーマ                                 |
| 青と白   | BS12トゥエルビドラマ『六月のタイムマシン』オープニング主題歌             |

## 出演

### テレビ番組
- ICExデビュー記念特番『CANDY』SPECIAL（2023年9月11日、スペースシャワーTV）[22]
- DAN!DAN!EBiDAN!（2024年1月〜3月、テレビ東京）
- 関内デビル(2024年4月〜よりレギュラーコーナー、tvk)

### ラジオ
- 週末のごほうびICEx（2023年10月4日 - 、FM大阪）※阿久根、筒井、竹野のみ出演[23]
- SESSION! ～ICEx EDITION～（2023年10月6日 - 、DateFM）※志賀、千田のみ出演[24]
- ICExの週末クールダウン（2025年4月4日- 、FM FUJI）※中村、山本のみ出演

## ライブ・イベント

### イベント
- EBiDAN THE LIVE UNIVERSE 2023（2023年8月11・12日、国立代々木競技場 第一体育館）
- お台場冒険王2023 SUMMER SPLASH!（2023年8月21日、フジテレビ本社屋1F 「ロッテ ふ～せんガム ステージ」）
- BUZZ-UP 2023 summer（2023年8月25日、豊洲PIT）
- 男・組長祭（2023年9月16日、恵比寿ザ・ガーデンホール）
- BOYS SUMMiT（2023年10月1日、GORILLA HALL OSAKA）
- FM OSAKA「GOOD WAVES LIVE!!」（2023年10月14日、なんばHatch）
- 第3回EBiDAN大運動会『スポーツマンヒップ！』（2023年11月11日、武蔵野の森総合スポーツプラザ・メインアリーナ）
- GAKUSEI RUNWAY 2023（2023年12月10日、なんばHatch）
- Hello Music Festival 2024 in TOKYO（2024年2月3日、パルテノン多摩）
- シンデレラフェス2024（2024年6月9日、さいたまスーパーアリーナ）